# Алефасепт
Алефасепт (Alefacept) або  Амевів (Amevive) — димерний генетично модифікований білок, що має імунодепресивний ефект. Скаладється з зовнішньоклітинного CD2-зв’язуючого домену людського лейкоцитарного функціонально-асоційованого антигену 3 (LFA-3), приєднаного до Fc частини людського імуноглобуліну G1 (IgG1).
Молекулярна маса білку 91,4 кДа. Випускала Astellas Pharma U.S. Inc.
Алефасепт перешкоджає активації лімфоцитів, специфічно зв'язуючись з антигеном лімфоцитів CD2 та інгібуючи взаємодію ендогенного LFA-3 (розташований на антиген-презентуючих клітинах) із CD2-рецептором.

## Історія
Алефасепт був першим біологічним агентом, затвердженим FDA у США для лікування хронічного бляшкового псоріазу у 2003 році.
Цей препарат продавали до кінця 2011 року. Astellas Pharma U.S. Inc. добровільно припинила продаж Амевів (Amevive). За їхніми словами, рішення про припинення продажу препарату було зумовлено потребами бізнесу. Ця відмова в постачанні не була фактором відмови від продукту. Більш того, рішення про припинення продажу препарату не базувалося ні на специфічних проблемах безпечності продукту, ні через відкликання FDA чи добровільне відкликання препарату.
Хоча препарат і не випускають із того часу, але досі представляє собою науковий інтерес.

## Отримання
Алефасепт отримують за технологією рекомбінантної ДНК з використанням ооцитів китайського хом'ячка (CHO). Таким чином за рахунок комбінування частини антитіла з білком, який блокує ріст деяких типів Т-лімфоцитів, утворюється химерний білок з імунодепресивними властивостями.

## Механізм дії
Алефасепт зв’язується із CD2-рецептором, наявним у клітинах більшості Т-лімфоцитів, блокуючи  зв’язування з ендогенним LFA-3, розташованим на антиген-презентуючих клітинах. Так активація та проліферація Т-лімфоцитів у відповідь на LFA-3 блокується.
Активація Т-лімфоцитів, що передбачає взаємодію між LFA-3 на антиген-презентуючих клітинах і CD2 на Т-лімфоцитах, грає роль у патофізіології хронічного бляшкового псоріазу. Більшість Т-лімфоцитів при псоріазі характеризується фенотипом ефекторної пам'яті присутності маркера, який експресує маркери активації (наприклад, CD25, CD69), і вивільняють запальні цитокіни, такі як інтерферон γ.
Це запобігає утворенню запалення та розмноженню кератиноцитів при псоріазі. Лікування алефасептом також зменшує кількість лімфоцитів.
Крім того, зв’язування активного фрагменту імуноглобуліну G1 (IgG1) цього агенту з Fc-γ-рецептором на поверхні природних клітин-кілерів (NK) може зв'язувати NK-клітини та цільові Т-лімфоцити, ініціюючи NK-опосередкований апоптоз Т-лімфоцитів.

## Фармакокінетика
У пацієнтів із середнім і важким ступенем бляшкового псоріазу після внутрішньовенного введення 7,5 мг середній об'єм розподілу алефасепта становив 94 мл/кг, середня швидкість виведення - 0,25 мл/год/кг, а середній період напіввиведення був приблизно 270 годин. Після внутрішньом’язової ін'єкції біодоступність препарату становила 63%.

## Застосування в медицині
Алефасепт, як монотерапія, так і в поєднанні з іншою терапією псоріазу (наприклад, метотрексат), виявився ефективним при бляшковому псоріазі.
Рекомендована схема лікування Алефасептом становить 15 мг внутрішньом’язово або 7,5 мг внутрішньовенно. Дози призначають щотижня протягом 12-ти тижнів.
Цей режим частково використовують для відновлення кількості CD4 Т-лімфоцитів, яку необхідно контролювати під час терапії. Незважаючи на виснаження клітин CD4, підвищеного ризику зараження не спостерігалося в дослідженнях псоріазу.
Препарат вивчається при лікуванні шкірної Т-клітинної лімфоми (CTCL) та Неходжкінської Т-клітинної лімфоми (ATLL).
Незважаючи на свою ефективність у лікуванні псоріазу, алефасепт є малоефективним при взаємодії з простатичним специфічним антигеном, що є маркером пухлин простати. Через доступність та ефективність TNF-I у лікуванні ПСА алфасепт рідко застосовується для лікування раку простати.
Псоріаз є хронічним захворюванням, але безпека та ефективність більш ніж двох курсів алефасепта невідома. Хоча алефасепт має більший ефект, ніж плацебо, але стан не більше ніж 35% пацієнтів покращується під час прийому плацебо. Оскільки алефасепт, ймовірно, коштує дорого, було б корисно знати, які пацієнти прийматимуть цей препарат.  Фототерапія та препарати, такі як місцеві кортикостероїди, були заборонені під час випробувань, тому було б цікаво дізнатися, як ці методи лікування будуть порівняні з алефасептом.

## Побічні ефекти
Повідомляють про несприятливі ефекти алефасепту, як правило, незначні; включають головний біль, нософарингіт, риніт, грип, інфекції верхніх дихальних шляхів, свербіж, артралгію, втому, нудоту, випадкові травми та підвищення рівня печінкових ферментів. У кількох пацієнтів виробляються антитіла проти алефапцепту.
Такі симптоми, як озноб та реакції на локальні ін’єкції, є поширеними проблемами під час прийому алефасепту. Потенційно він може мати більш серйозні побічні ефекти. Пацієнти потребують здачі аналізів на  диференціальну кількість лімфоцитів кожного тижня через ризик розвитку лімфопенії. Прийом алефасепту слід перестати, якщо кількість CD4 Т-лімфоцитів нижче норми.
Імуносупресорні ефекти алефасепту збільшують ризик інфікування, особливо при повторенні курсу. У деяких пацієнтів під час клінічних випробувань виникли злоякісні новоутворення, такі як лімфома.

## Передозування
Найвища доза, випробувана на людях (0,75 мг/кг), спровокувала із застуду, головні болі, артралгію та синусит протягом одного дня після прийому. Пацієнти, яким випадково вводили перевищення рекомендованої дози, потребували особливої уваги та  моніторингу  загальної кількість лімфоцитів та CD4+ T-лімфоцитів.

## Випробування[9]
Випробування, що використовувало діапазон внутрішньовенних доз, порівнювало алефасепт із плацебо у 229 пацієнтів. Оцінка за шкалою 0-72 псоріазу та індексу тяжкості захворювання, було помічено значні покращення у пацієнтів, яким призначили алефасепт. Загалом 19 (11%) із 170 пацієнтів, рандомно обраних для прийому алефапсепту (але жоден із плацебо групи), позбулися псоріазу наприкінці курсу ін’єкцій. Порівняно з початковими показниками, у 60% пацієнтів, які отримували 0,075 мг/кг, знижувався на 50% показник псоріазу.
Ще одне плацебо-контрольоване дослідження досліджувало внутрішньом'язове застосування алефасепту (10 мг або 15 мг) у 507 пацієнтів з хронічним бляшковим псоріазом. Через дванадцять тижнів лікування  у 57% пацієнтів, які отримували 15 мг алефасепта, зменшилися принаймні на 50% прояви псоріазу. Максимальний ефект препарату спостерігався після завершення курсу ін’єкцій.
Хоча покращення псоріазу пацієнтів може продовжуватися і після лікування, деякі можуть отримати користь від другого курсу. Лікування у два курси було вивчене в дослідженні 553 пацієнтів з хронічним бляшковим псоріазом. Ці пацієнти були рандомізовані для отримання трьох різних варіацій курсів:  
 1) двох курсів внутрішньовенного введення алефасепта з різницею у 12 тижнів, 
 2) курсу алефасепта з подальшим використанням плацебо, 
 3) або курсу ін'єкції плацебо з наступним курсом алефасепту.
Через два тижні після закінчення другого курсу у 55% із 183 пацієнтів, які отримали два курси алефасепту, спостерігалося зменшення показників псоріазу більш, ніж на 50%.
Тільки 25% зі 142, які отримали плацебо у другому курсі ліків, досягли такого ж результату. Середня тривалість реакції в пацієнтів, які добре відреагували на перший курс алефасепту, становила більше семи місяців.